# 세스 네더마이어
세스 네더마이어(1907년 9월 16일 ~ 1988년 1월 29일)는 미국의 물리학자이다. 그는 뮤 입자의 발견자 중 한명이며, 제2차 세계 대전때 로스앨러모스 국립 연구소에서 있었던 맨해튼 계획의 일원으로써 핵무기의 내폭형 방식을 개발하였다.

## 일생
세스 네더마이어는 1907년 9월 16일 미시간주 리치먼드 시에서 태어났다. 그는 캘리포니아주로 이사가기 2년전 그의 어머니, 누나, 삼촌이 다녔던 올리벳 대학교에 들어갔다. 그는 스탠퍼드 대학교로 옮겼고, 1929년에 문학사를 받았다. 로버트 앤드루스 밀리컨에 의해 물리학에 관심이 생기게 되어 캘리포니아 공과대학교 대학원에 다니게 되었다. 지도교수 칼 데이비드 앤더슨아래 "고에너지 전자의 흡수"라는 이론으로 1935년 박사학위를 따냈다. 그는 이 과정에서 닐스 보어의 이론이 옮음을 보였다. 또한 납 속에서 전자의 고에너지 방사전 방출에 대해 언급하여 한스 베테와 발터 하이틀러가 제안한 이론에 대한 동의를 보였다.